# Aegotheles tatei
O noitibó-coruja-estrelado  ou egotelo-estrelado
```
(
Aegotheles tatei
) é uma 
espécie
 de 
ave
 da 
família
 
Aegothelidae
.
```

É endémica da Papua-Nova Guiné.
Os seus habitats naturais são: florestas subtropicais ou tropicais húmidas de baixa altitude.
Está ameaçada por perda de habitat.